# Język sawai
Język sawai, także: weda, weda-sawai, were – język austronezyjski używany w prowincji Moluki Północne w Indonezji, jeden z języków południowo-centralnej Halmahery. Według danych szacunkowych z 2000 roku mówiło nim wówczas 12 tys. osób. Swoim zasięgiem obejmuje fragmenty kabupatenów Halmahera Tengah i Halmahera Selatan.
Posługuje się nim ludność Sawai (i Weda). Z danych SIL International wynika, że jego użytkownicy zamieszkują 13 wsi w kecamatanach Gane Timur i Weda.
Wyodręniono pięć dialektów: sawai, weda, faya-mafa, kobe, messa-dote. Czasami sawai i weda rozpatruje się jako dwa języki (społeczności te odróżnia od siebie przynależność religijna). Grupy Sawai, Weda, a także Maba i Patani są ze sobą blisko powiązane pod względem etniczno-politycznym. Według badań SIL International dialekty weda-sawai tworzą kontinuum dialektalne, przy czym różnice lokalne w pewnym stopniu odpowiadają podziałom religijnym.
Powszechna jest wielojęzyczność. W użyciu są również języki indonezyjski i malajski Moluków Północnych, a także języki innych grup etnicznych (np. buli i patani). Wiele osób zna zupełnie odrębny (nieaustronezyjski) język tobelo. Występują wpływy słownikowe języków północnohalmaherskich (tobelo, ternate, tidore) i lokalnego malajskiego. Dodatkowo użycie języka narodowego w administracji, edukacji i sferze religijnej doprowadziło do przejęcia przez sawai dużego zasobu leksyki indonezyjskiej.
Uchodzi za zagrożony wymarciem. Odnotowano, że stopień jego użycia różni się w zależności od grupy wiekowej. Rolę podstawowych środków komunikacji, przyswajanych jako języki pierwsze, przejmują malajski Moluków Północnych i indonezyjski.
W publikacji z 1980 r. zawarto listy słownictwa sawai i weda. Bliższą dokumentacją tego języka zajmowali się w latach 90. XX w. badacze związani z Summer Institute of Linguistics; owocem ich starań stał się projekt słownika, w 2019 r. opublikowany w wersji internetowej.
Bywa zapisywany alfabetem łacińskim; piśmiennictwo w języku sawai obejmuje teksty religijne. Nie jest szeroko wykorzystywany w charakterze języka pisanego.